# Figura replicante

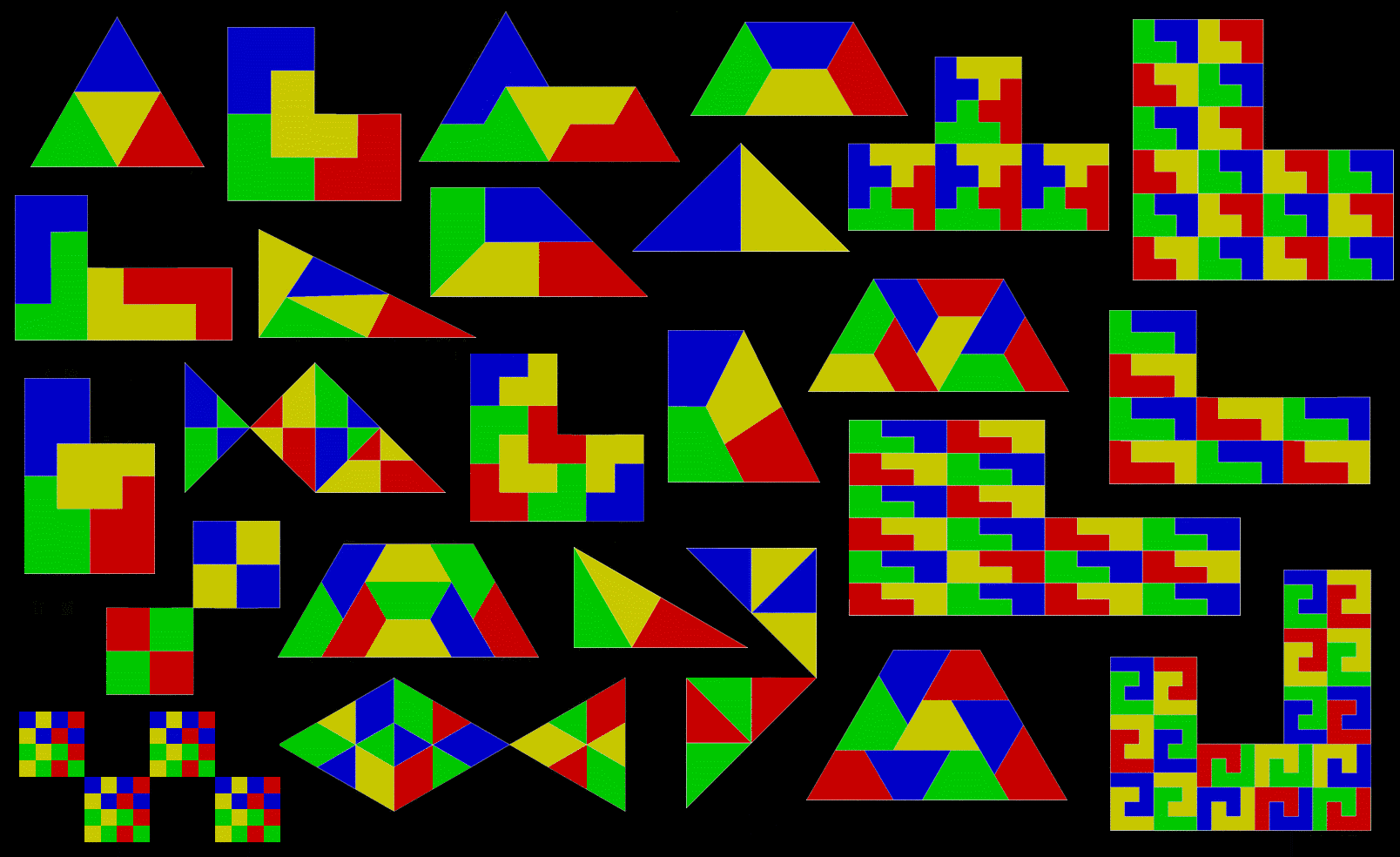
Una selezione di replicanti, vengono mostrati rep-2, rep-3, rep-4, rep-5, rep-8, rep-9, rep-16 e rep-36. Ci sono anche 5 poligoni stellati.

In geometria della tassellazione per figura replicante (o rettile dall'inglese rep-tile) si intende una figura autosimile, che si ripete, per la proprietà di potersi scomporre in tasselli simili all'originale.

## Terminologia
I tasselli replicanti furono chiamati "rettili", per via di un gioco di parole in inglese, dal matematico Solomon Golomb che per primo li studiò nel 1962. Una figura replicante è chiamata rep-{\displaystyle n} se scomposta in {\displaystyle n} copie uguali. Se invece la scomposizione è con forme simili non tutte uguali allora si parla di replicazione irregolare e di irrep-n. L'ordine di una forma replicante, che si utilizzino o meno tessere uguali, è il numero più piccolo possibile di tasselli utilizzato nella scomposizione.

## Poligoni

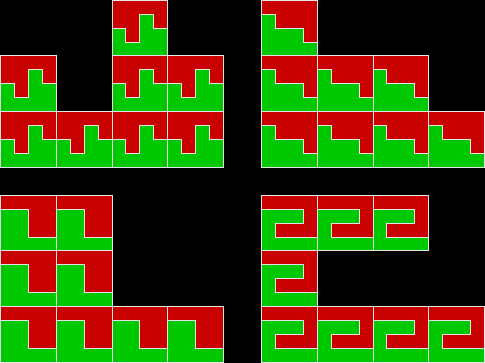
Poligoni rep-16 ricavati da ottomini

### Rep-2
Gli unici poligoni riproducibili di ordine 2 conosciuti sono il triangolo rettangolo isoscele e il parallelogramma le cui misure dei lati sono nel rapporto {\displaystyle {\sqrt {2}}}. Le misure degli angoli interni del parallelogramma non influenzano questa proprietà. I formati della carta (A1,A2, A3, A4,...), utilizzati comunemente dalle nostre stampanti, utilizzano questa proprietà. I fogli di dimensioni diverse sono tutti simili e quindi, per esempio, dividendo in due un foglio A3 se ne ottengono due A4.

### Rep-n
Analogamente a quanto visto precedentemente, nel caso particolare {\displaystyle n=2,} dato un numero intero {\displaystyle n>1} è possibile costruire un parallelogramma rep-{\displaystyle n}. È infatti sufficiente costruire un parallelogramma con rapporto dei due lati {\displaystyle {\frac {a}{b}}={\sqrt {n}}} e suddividere i suoi lati maggiori in {\displaystyle n} parti uguali e poi congiungere gli opposti punti a due a due. Gli {\displaystyle n} parallelogrammi così ottenuti avranno rapporto lati
{\displaystyle {\frac {b}{a/n}}=n{\frac {b}{a}}={\frac {n}{\frac {a}{b}}}={\frac {n}{\sqrt {n}}}={\sqrt {n}}}
e saranno perciò simili all'originale. Un rep-{\displaystyle n} può essere frammentato all'infinito fino a formare un frattale, come per esempio il triangolo di Sierpinski

La sfinge è un tassello pentagonale replicante di ordine 4 che può presentarsi come rep-4 ma anche, frammentandosi, come rep-16, rep-64, irrep-13 etc.

### Poligoni stellati
Un poligono stellato consiste in due o più poligono uniti da singoli punti.

Rep-4, monaco[6]
Rep-9, pesce
Rep-8, pesce

### Irrep-n

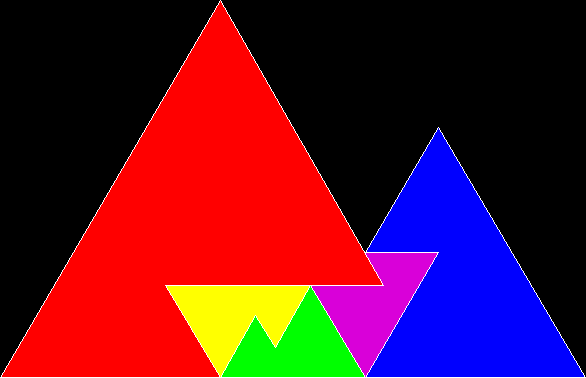
Un irrep-5 pentagonale
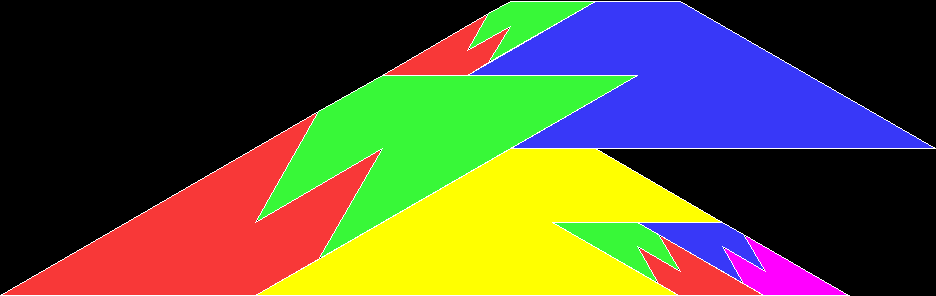
Un irrep-10 esagonale

## Frattali

Esagono, trimino, rep-4, rep-16 e così via in progressione geometrica verso l'infinito

### Tre figure di Golomb
Solomon Golomb ha individuato tre figure non poligonali rep-4 non costruibili in un numero finito di operazioni. Ognuna di esse è costituita da una diversa sovrapposizione di triangoli equilateri decrescenti in progressione geometrica di ragione {\displaystyle {\tfrac {1}{4}}}

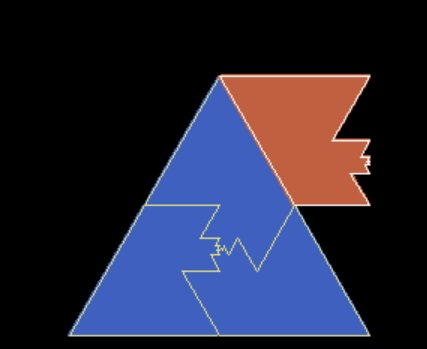
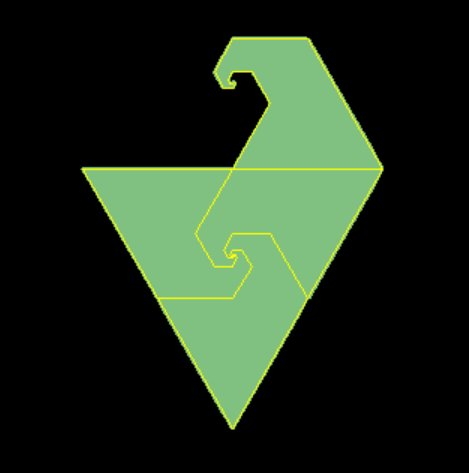
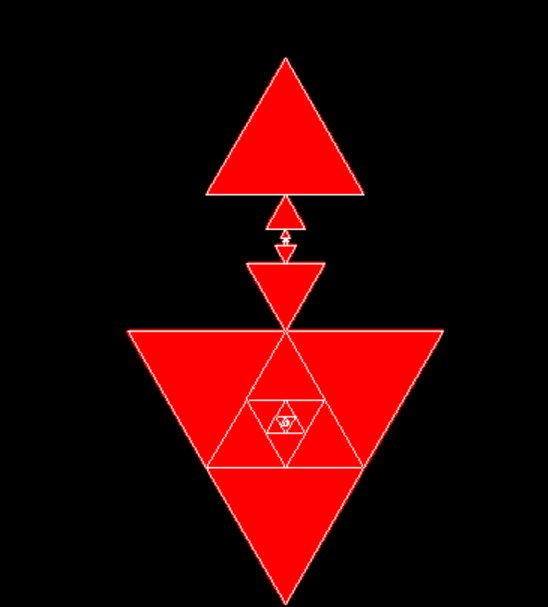

### Esempi
Il merletto di Koch è un esempio di replicante ordine 2, il triangolo di Sierpinski è invece di ordine 3, il tappeto di Sierpinski di ordine 8 e la spugna di Menger è un replicante di ordine 20.

Rep-3[7]
Rep-5[7]
Rep-7[7]
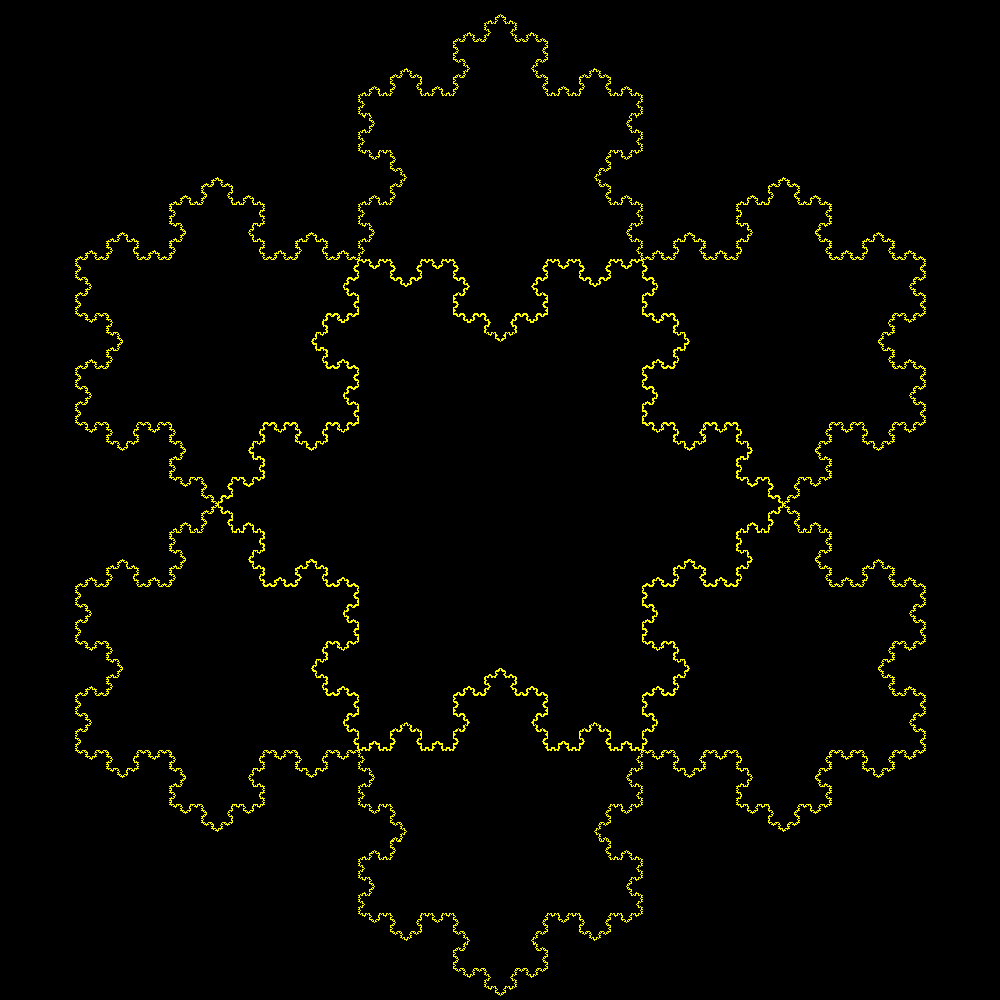
Irrep-7, fiocco
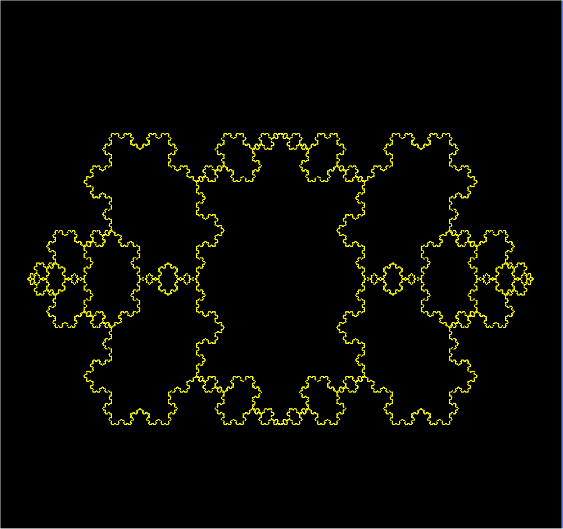
Irrep-{\displaystyle \infty }, siamese
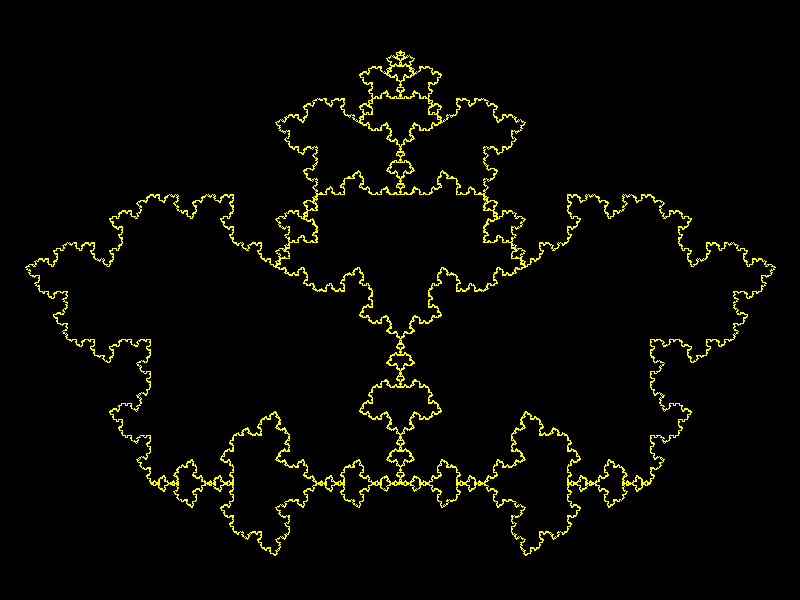
Falena tassellata con infinite copie di se stessa